# Boughar
Boughar, ou Boghar (arabe : بوغار), est une commune de la wilaya de Médéa en Algérie.

## Géographie
La commune est située  dans les monts de Ouarsenis à environ 147 km au sud-ouest d'Alger et à 71 km au sud de Médéa et à environ 12 km à l'ouest de Ksar El Boukhari et à 122 km au sud-est Aïn Defla  et à 111 km au nord-est de Tissemsilt et à 163 km au nord-ouest de Djelfa
|             | Ouled Antar   |                             |
| Ouled Antar | Boghar        | Moudjebar, Ksar El Boukhari |
|             | Oum El Djalil |                             |

## Histoire
La ville fut édifiée en juillet 1839 par Abd el-Kader. En octobre de la même année, on y voyait les fondations d'une fortification d'un fort qui fut terminé l'année suivante. La ville fut incendiée en 1841 par le général Baraguay-d'Hilliers, puis elle a été reconstruite par les Français.

## Administration
| Période                                  | Période | Identité          | Étiquette | Qualité |
| ---------------------------------------- | ------- | ----------------- | --------- | ------- |
| 2012                                     | 2017    | Hazedj abdelkader | (FLN)     |         |
| Les données manquantes sont à compléter. |         |                   |           |         |